# Батяшов Сергій Олександрович
Сергі́й Олекса́ндрович Батяшо́в (1983—2022) — український громадський діяч та військовик. Лейтенант, лицар ордена Богдана Хмельницького ІІІ ступеня.

## Життєпис
Народився 23 червня 1983 в місті Світловодськ Кіровоградської області. Навчався у Дніпропетровській академії МВС України, Харківській інженерно-педагогічній академії, у Харківському національному університеті Повітряних сил імені Івана Кожедуба.
Пішов на війну 2014 року, проходив службу у складі роти міліції «Торнадо». У 2015 році був нагороджений народною нагородою «За оборону рідної держави». Активно брав участь у кампанії з реабілітації «Торнадо» та звільненню його бійців. Організовував пікети та протести. Переслідувався за часів Порошенка. Ветеран російсько-української війни з 2014 року.
З 24 лютого 2022 року воював у роті «УВО» у складі 112-ї бригади тероборони. Пізніше роту перевели в окрему президентську бригаду. Неодноразово виходив з вогневих котлів, востаннє напередодні загибелі.

## Загибель
Загинув у боях з російськими окупантами на Бахмутському напрямку.